# Ostfriesisches Schulmuseum Folmhusen

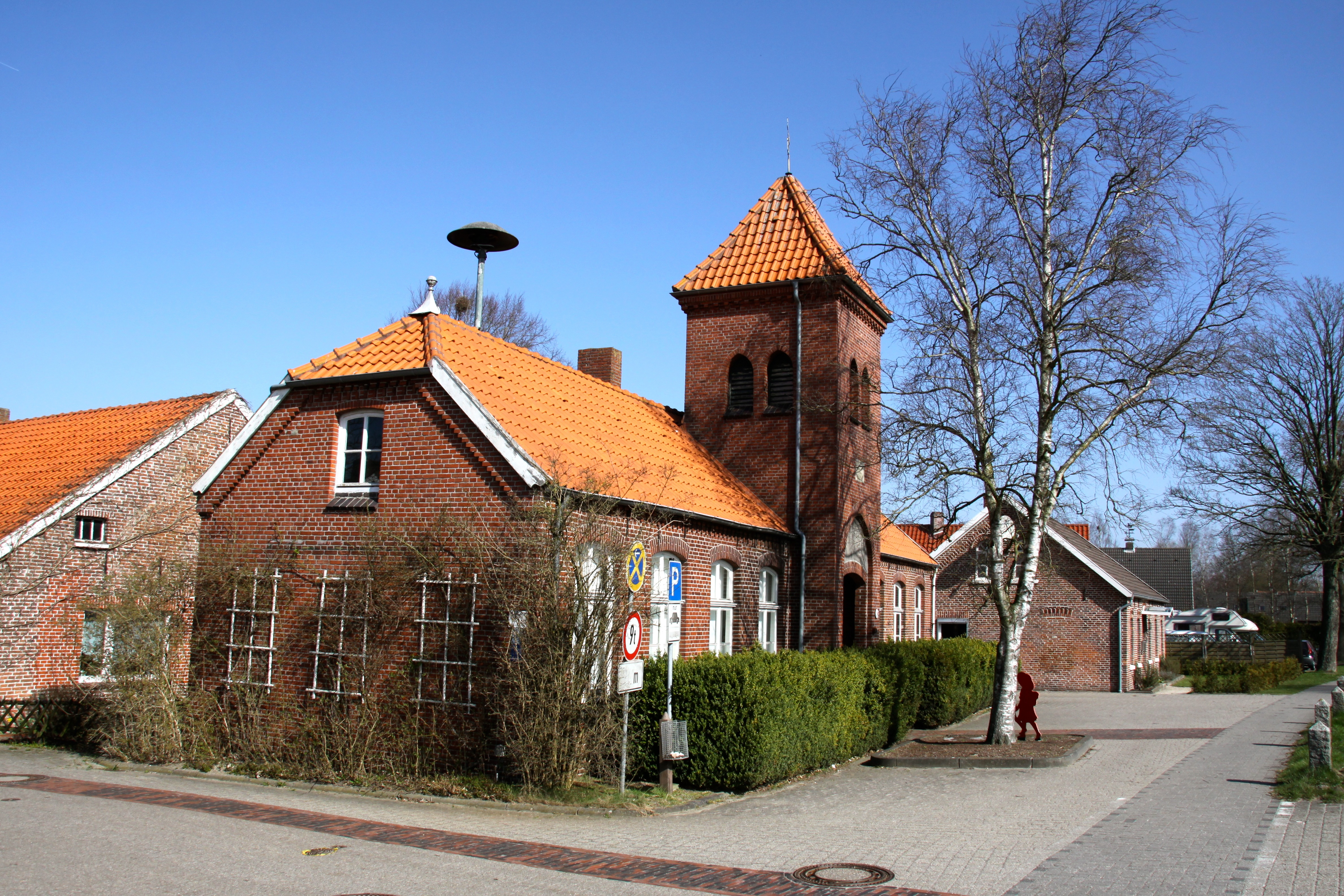
Das Schulmuseum in Folmhusen

Das Ostfriesische Schulmuseum Folmhusen liegt in der Gemeinde Westoverledingen in Ostfriesland.
Das Schulmuseum sammelt, bewahrt, erforscht und präsentiert die Geschichte von Schule und Kindheit, wobei der Schwerpunkt in Ostfriesland liegt. Es ist Mitglied im Museumsverbund Ostfriesland. Zu ihm gehören drei Gebäude, wobei eines der Bibliothek dient. Sie umfasst etwa 30.000 Bücher. Das Museum veranstaltet regelmäßig internationale Symposien.

## Geschichte
Die Dorfschule in Folmhusen war 1972 geschlossen worden. Wenige Jahre später ließ die Gemeinde Westoverledingen 1975 ein Museum, das die Schulgeschichte der Gemeinde präsentieren sollte, einrichten. Maßgeblich daran beteiligt war Karl Reuer, der seinerzeit als Lehrer in Flachsmeer tätig war. Er zog eine Arbeitsgruppe der Stiftung Schulgeschichte der Gewerkschaft Erziehung und Wissenschaft (GEW), Bezirksverband Weser-Ems, hinzu, die sich der Erforschung der ostfriesischen Schulgeschichte widmete. Mit Unterstützung dieser Arbeitsgruppe begann der Aufbau der schulgeschichtlichen Sammlung, die sich zunächst nur auf Folmhusen und die Dörfer der Gemeinde Westoverledingen bezog. Schließlich wurde das Museum im alten Folmhuser Schulgebäude eröffnet. Erster Leiter wurde Karl Reuer.
Zunächst wurde es von dem Heimat- und Verkehrsverein Westoverledingen getragen. 1981 vereinbarten die Gemeinde Westoverledingen und die GEW-Arbeitsgruppe eine Zusammenarbeit. Daraufhin wurde die Ausrichtung des Museums von der Darstellung der Westoverledinger Schulgeschichte auf die ganz Ostfrieslands ausgeweitet. 1984 gründete sich als weiterer Träger des Museums (neben der Gemeinde Westoverledingen) der Verein Ostfriesisches Schulmuseum Folmhusen. Die offizielle Eröffnung des Museums erfolgte erst 1987. In diesem Jahr besuchten 5000 Menschen das Museum. 2008 erreichte das Schulmuseum die Eintragung als registriertes Museum im Museumsverband für Niedersachsen und Bremen.